# EPrix van Parijs 2019
De ePrix van Parijs 2019, een race uit het Formule E-kampioenschap, werd gehouden op 27 april 2019 op het Circuit des Invalides. Het was de achtste race van het seizoen.
De race, die in het teken stond van regenval, werd gewonnen door Robin Frijns voor het team Envision Virgin Racing, die de eerste Formule E-zege uit zijn carrière behaalde. Polesitter André Lotterer werd voor het DS Techeetah Formula E Team voor de tweede keer op een rij tweede. Audi Sport ABT Schaeffler-coureur Daniel Abt maakte het podium compleet.

## Kwalificatie
| Pos                 | No | Coureur                | Team                        | Q1       | Q2       | Grid |
| ------------------- | -- | ---------------------- | --------------------------- | -------- | -------- | ---- |
| 1                   | 94 | Pascal Wehrlein        | Mahindra Racing             | 1:00.549 | 1:00.383 | 22   |
| 2                   | 22 | Oliver Rowland         | Nissan e.Dams               | 1:00.450 | 1:00.535 | 1    |
| 3                   | 23 | Sébastien Buemi        | Nissan e.Dams               | 1:00.574 | 1:00.768 | 2    |
| 4                   | 4  | Robin Frijns           | Envision Virgin Racing      | 1:00.583 | 1:00.793 | 3    |
| 5                   | 19 | Felipe Massa           | Venturi Formula E Team      | 1:00.709 | 1:01.217 | 4    |
| 6                   | 64 | Jérôme d'Ambrosio      | Mahindra Racing             | 1:00.699 | 1:01.307 | 21   |
| 7                   | 6  | Maximilian Günther     | Geox Dragon Racing          | 1:00.719 |          | 5    |
| 8                   | 36 | André Lotterer         | DS Techeetah Formula E Team | 1:00.738 |          | 6    |
| 9                   | 66 | Daniel Abt             | Audi Sport ABT Schaeffler   | 1:00.739 |          | 7    |
| 10                  | 11 | Lucas di Grassi        | Audi Sport ABT Schaeffler   | 1:00.761 |          | 8    |
| 11                  | 8  | Tom Dillmann           | NIO Formula E Team          | 1:00.784 |          | 9    |
| 12                  | 48 | Edoardo Mortara        | Venturi Formula E Team      | 1:00.801 |          | 10   |
| 13                  | 16 | Oliver Turvey          | NIO Formula E Team          | 1:00.876 |          | 11   |
| 14                  | 25 | Jean-Éric Vergne       | DS Techeetah Formula E Team | 1:00.886 |          | 12   |
| 15                  | 2  | Sam Bird               | Envision Virgin Racing      | 1:00.928 |          | 13   |
| 16                  | 28 | António Félix da Costa | BMW i Andretti Motorsport   | 1:00.952 |          | 14   |
| 17                  | 3  | Alex Lynn              | Panasonic Jaguar Racing     | 1:01.012 |          | 15   |
| 18                  | 27 | Alexander Sims         | BMW i Andretti Motorsport   | 1:01.037 |          | 16   |
| 19                  | 17 | Gary Paffett           | HWA Racelab                 | 1:01.135 |          | 17   |
| 20                  | 20 | Mitch Evans            | Panasonic Jaguar Racing     | 1:01.243 |          | 18   |
| 21                  | 5  | Stoffel Vandoorne      | HWA Racelab                 | 1:01.471 |          | 19   |
| 110%-tijd: 1:06.495 |    |                        |                             |          |          |      |
| 22                  | 7  | José María López       | Geox Dragon Racing          | 1:07.494 |          | 20   |

## Race
| Pos | No | Coureur                | Team                        | Rondes | Tijd/Oorzaak uitval | Grid | Punten |
| --- | -- | ---------------------- | --------------------------- | ------ | ------------------- | ---- | ------ |
| 1   | 4  | Robin Frijns           | Envision Virgin Racing      | 32     | 47:50.510           | 3    | 26     |
| 2   | 36 | André Lotterer         | DS Techeetah Formula E Team | 32     | +1.373              | 6    | 18     |
| 3   | 66 | Daniel Abt             | Audi Sport ABT Schaeffler   | 32     | +3.175              | 7    | 15     |
| 4   | 11 | Lucas di Grassi        | Audi Sport ABT Schaeffler   | 32     | +3.666              | 8    | 12     |
| 5   | 6  | Maximilian Günther     | Geox Dragon Racing          | 32     | +5.456              | 5    | 10     |
| 6   | 25 | Jean-Éric Vergne       | DS Techeetah Formula E Team | 32     | +6.694              | 10   | 8      |
| 7   | 28 | António Félix da Costa | BMW i Andretti Motorsport   | 32     | +7.238              | 14   | 6      |
| 8   | 17 | Gary Paffett           | HWA Racelab                 | 32     | +7.901              | 17   | 4      |
| 9   | 19 | Felipe Massa           | Venturi Formula E Team      | 32     | +10.522             | 4    | 2      |
| 10  | 94 | Pascal Wehrlein        | Mahindra Racing             | 32     | +10.998             | 22   | 1      |
| 11  | 2  | Sam Bird               | Envision Virgin Racing      | 32     | +11.488             | 13   |        |
| 12  | 22 | Oliver Rowland         | Nissan e.Dams               | 32     | +19.451             | 1    | 3      |
| 13  | 7  | José María López       | Geox Dragon Racing          | 32     | +24.023             | 20   |        |
| 14  | 16 | Oliver Turvey          | NIO Formula E Team          | 32     | +1:22.226           | 11   |        |
| 15  | 23 | Sébastien Buemi        | Nissan e.Dams               | 31     | +1 ronde            | 2    |        |
| 16  | 20 | Mitch Evans            | Panasonic Jaguar Racing     | 31     | +1 ronde            | 18   |        |
| 17  | 64 | Jérôme d'Ambrosio      | Mahindra Racing             | 29     | Ongeluk             | 21   |        |
| DNF | 3  | Alex Lynn              | Panasonic Jaguar Racing     | 23     | Ongeluk             | 15   |        |
| DNF | 48 | Edoardo Mortara        | Venturi Formula E Team      | 23     | Ongeluk             | 10   |        |
| DNF | 27 | Alexander Sims         | BMW i Andretti Motorsport   | 18     | Ongeluk             | 16   |        |
| DNF | 5  | Stoffel Vandoorne      | HWA Racelab                 | 18     | Ongeluk             | 19   |        |
| DNF | 8  | Tom Dillmann           | NIO Formula E Team          | 17     | Ongeluk             | 9    |        |

## Tussenstanden wereldkampioenschap

### Coureurs
| Positie | No. | Rijder                 | Team                        | Punten |
| ------- | --- | ---------------------- | --------------------------- | ------ |
| 01      | 4   | Robin Frijns           | Envision Virgin Racing      | 81     |
| 02      | 36  | André Lotterer         | DS Techeetah Formula E Team | 80     |
| 03      | 28  | António Félix da Costa | BMW i Andretti Motorsport   | 70     |
| 04      | 11  | Lucas di Grassi        | Audi Sport ABT Schaeffler   | 70     |
| 05      | 64  | Jérôme d'Ambrosio      | Mahindra Racing             | 65     |
| 06      | 25  | Jean-Éric Vergne       | DS Techeetah Formula E Team | 62     |
| 07      | 20  | Mitch Evans            | Panasonic Jaguar Racing     | 61     |
| 08      | 66  | Daniel Abt             | Audi Sport ABT Schaeffler   | 59     |
| 09      | 2   | Sam Bird               | Envision Virgin Racing      | 54     |
| 10      | 48  | Edoardo Mortara        | Venturi Formula E Team      | 52     |

### Constructeurs
| Positie | Team                        | Punten |
| ------- | --------------------------- | ------ |
| 01      | DS Techeetah Formula E Team | 142    |
| 02      | Envision Virgin Racing      | 135    |
| 03      | Audi Sport ABT Schaeffler   | 129    |
| 04      | Mahindra Racing             | 103    |
| 05      | BMW i Andretti Motorsport   | 88     |
| 06      | Venturi Formula E Team      | 69     |
| 07      | Nissan e.dams               | 68     |
| 08      | Panasonic Jaguar Racing     | 62     |
| 09      | HWA Racelab                 | 26     |
| 10      | Geox Dragon Racing          | 12     |